# Lorenzo Vigas
Lorenzo Vigas Castes (Mérida, 1967) è un regista, sceneggiatore e produttore cinematografico venezuelano.
Nel 2015 ha vinto il Leone d'oro alla Mostra del cinema di Venezia col suo lungometraggio d'esordio, Ti guardo.

## Biografia
Figlio del pittore Oswaldo Vigas, studia biologia molecolare all'Università di Tampa, in Florida. Nel 1995 si iscrive all'Università di New York, dove studia cinema. Torna in patria nel 1998, dirigendo documentari, tra cui la serie Expedición per la rete statale RCTV, e spot pubblicitari.
Lavora spesso in Messico, dove realizza il suo primo cortometraggio, Los elefantes nunca olvidan, prodotto da Guillermo Arriaga e presentato in concorso alla Settimana della critica del Festival di Cannes 2004. Nel 2015 scrive e dirige il suo lungometraggio d'esordio, Ti guardo, a partire da un soggetto scritto a quattro mani assieme ad Arriaga: il film, dai toni omoerotici, è incentrato sul rapporto morboso tra un uomo solo di mezz'età e un giovane sbandato dei quartieri bassi di Caracas. Presentato in concorso alla 72ª Mostra internazionale d'arte cinematografica di Venezia, vi vince "non senza sorpresa", come scriverà Óscar Esquivias, il Leone d'oro al miglior film, diventando quindi il primo film latinoamericano e il primo in lingua spagnola a ricevere il premio.
Ha fondato col regista messicano Michel Franco la casa di produzione Teorema (precedentemente Lucía Films), con cui ha prodotto i loro film e On the Rocks di Sofia Coppola. Nel 2021, sei anni dopo il suo primo lungometraggio, torna in concorso a Venezia con un nuovo film, La caja.

## Filmografia

### Regista e sceneggiatore
- Los elefantes nunca olvidan - cortometraggio (2004)
- Ti guardo (Desde allá) (2015)
- El vendedor de orquídeas - documentario (2016)
- La caja (2021)

### Produttore
- Los elefantes nunca olvidan, regia di Lorenzo Vigas - cortometraggio (2004)
- Ti guardo (Desde allá), regia di Lorenzo Vigas (2015)
- El vendedor de orquídeas, regia di Lorenzo Vigas - documentario (2016)
- Las hijas de Abril, regia di Michel Franco (2017)
- Nuevo orden, regia di Michel Franco (2020) - produttore esecutivo
- On the Rocks, regia di Sofia Coppola (2020)
- Sundown, regia di Michel Franco (2021) - produttore esecutivo
- La caja, regia di Lorenzo Vigas (2021)

## Riconoscimenti
- Mostra internazionale d'arte cinematografica
  - 2015 – Leone d'oro per Ti guardo

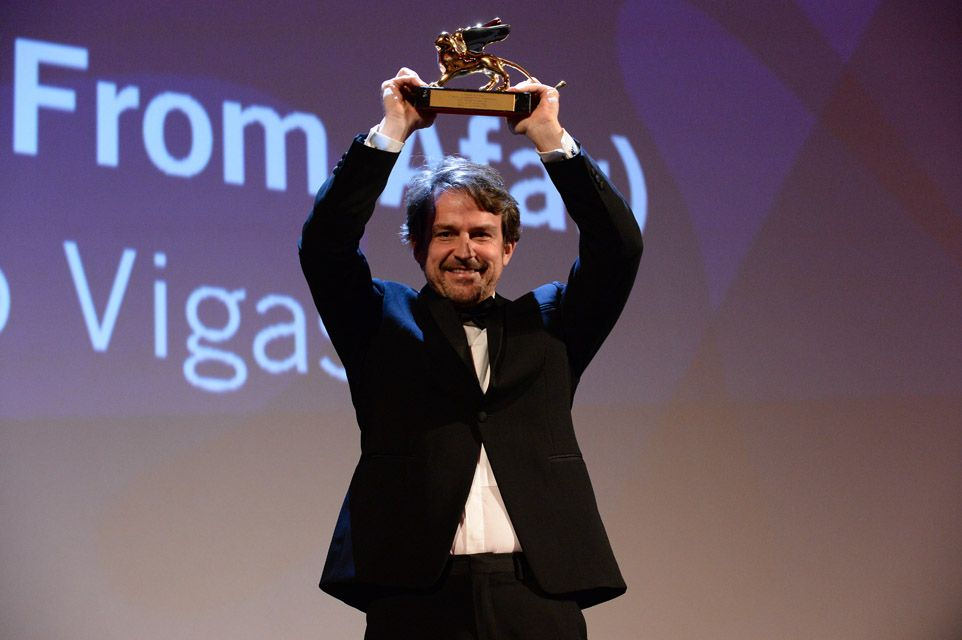
Vigas solleva il Leone d'oro dopo la vittoria alla 72ª Mostra internazionale d'arte cinematografica di Venezia, 12 settembre 2015.

  - 2021 – In concorso per il Leone d'oro per La caja
- Premio Ariel
  - 2017 – Candidatura al miglior film per Ti guardo
  - 2017 – Candidatura alla miglior opera prima per Ti guardo